# 小亞歷山德羅·斯特里吉奧
小亞歷山德羅·斯特里吉奧（约1573年 - 1630年6月8日）是一位意大利歌劇劇本作家，曾与作曲家克劳迪奥·蒙特威尔第合作創作奧菲歐。小亞歷山德羅·斯特里吉奧還曾在曼切華公國宮廷內任職。